# 시미즈 사키
시미즈 사키(淸水佐紀, 1991년 11월 22일 ~ )는 가나가와현 자마시 출신의 전 여성 아이돌, 가수, 탤런트이다. 전 헬로! 프로젝트 어드바이저이며, 전 J.P ROOM(업프런트 그룹) 소속이다.
2021년 3월 3일, 일반 남성와의 결혼을 발표. 아울러 동년 11월 23일부로 소속사와의 전속 매니지먼트 계약을 종료하고, 연예계를 은퇴했다. 가끔은 친한친구의 인스타그램에 등장하기도 한다.

## 친구
- 마스다 유카
- 츠구나가 모모코
- 나츠야키 미야비
- 스가야 리사코

## 활동
헬로! 프로젝트, 헬로! 프로젝트 키즈 및 각 소속 유닛에서의 활동은 각각의 항목을 참조.

### 텔레비전
- 요로시쿠! 센빠이 (2004년 1월 5일 - 4월 2일, 테레비도쿄)
- 무스메DOKYU! (2005년 4월 4일 - 6월 17일, 테레비도쿄)
- 베리큐! (2008년 3월 13일 - 10월 3일, 테레비도쿄)
- 요로센! (2008년 10월 6일 - 2009년 3월 27일, 테레비도쿄)
- 미녀방담 (2009년 10월 1일 · 8일, 테레비도쿄)
- 이나즈마 일레븐 (테레비도쿄) - 호리미 치코 역
- 수학♥여자학원 (2012년 1월 11일 - 3월 28일, 니혼테레비) - 아자부 미라 역

### 영화
- 강아지 단 이야기 (2002년 12월 14일, 도에이)
- Promise Land ~ 클로버즈의 대모험 ~ (2004년 7월 17일 - 9월 5일, 후지테레비 오다이바 모험왕 2004에서)
- 왕게임 (2011년 12월 17일, BS-TBS)

### 사진집
- 1st 솔로 사진집「清水佐紀」(2011년 1월 12일, 와니북스) ISBN 978-4-8470-4342-0

### DVD
- SAKI (2011년 1월 26일)
- Hello! Project Station Archives Vol.1「시미즈 사키×야지마 마이미 대담 2002~2008」(2015년 6월 3일)
- Hello! Project Station Archives Vol.2「시미즈 사키×야지마 마이미 대담 2009~2015」(2015년 6월 3일)

### 무대
- 극단 게키하로 제10회 공연「타이쇼 낭만 하이칼라 탐정왕 푸른 루비 살인 사건」(2011년 6월 29일 - 7월 3일)

## 활동 유닛
- GREEN FIELDS (그린 필즈) (2012년 ~ 2020년)